# Théorie descriptive des ensembles
La théorie descriptive des ensembles est une branche des mathématiques s'intéressant aux ensembles « définissables ». Son principal but est de classifier ces ensembles par complexité. Elle a de nombreux liens avec la théorie des ensembles et a des applications dans de nombreux domaines.

## Origines de la théorie descriptive des ensembles
Historiquement, les premières questions de la théorie descriptive des ensembles sont apparues à la suite de la découverte d'une erreur par Mikhaïl Souslin en octobre 1916  dans une démonstration de Lebesgue. 
Celui-ci voulait montrer le résultat suivant : si {\displaystyle \scriptstyle f~:~\mathbb {R} ^{2}\to \mathbb {R} ^{2}} est borélienne telle que pour tout réel {\displaystyle x}, il existe un unique réel {\displaystyle y} tel que {\displaystyle f(x,y)=0}, alors la fonction qui à chaque {\displaystyle x} associe ce {\displaystyle y} est borélienne. 
L'étape fausse de la démonstration de Lebesgue était d'affirmer que la projection d'un borélien est borélienne, ce qui n'est pas toujours le cas. Souslin s'en rendit compte et qualifia les projections de boréliens d'ensembles analytiques (en).

## Uniformisation
On commença ensuite à s'intéresser à la notion d'uniformisation : étant donné un sous-ensemble {\displaystyle A} du plan {\displaystyle \scriptstyle X\times Y}, peut-on trouver une fonction « suffisamment régulière » dont l'ensemble de définition soit {\displaystyle \pi _{X}(A)} et telle que {\displaystyle \forall x\in \pi _{X}(A)}, {\displaystyle (x,f(x))\in A} ?
La réponse est non, même pour les fermés du plan. Cela dit, de nombreuses conditions ont été trouvées au début du XXe siècle (par exemple, que {\displaystyle A} soit à section dénombrable).

## Complexité
On cherche aussi à trouver une hiérarchie précise des ensembles définissables (d'où le nom de théorie descriptive des ensembles), ces questions étant liées à la théorie des jeux (jeu de séparation, jeu de Banach-Mazur (en))…

## Théorie descriptive effective
Après la Seconde Guerre mondiale s'est aussi développée une branche très importante : la théorie descriptive effective des ensembles. Sous l'impulsion des travaux de Turing s'est posée la question des ensembles définissables « pour un ordinateur ». On aboutit à une hiérarchie tout aussi riche que celle de la théorie classique, et cette approche a permis de démontrer de nombreux résultats.